# Screening

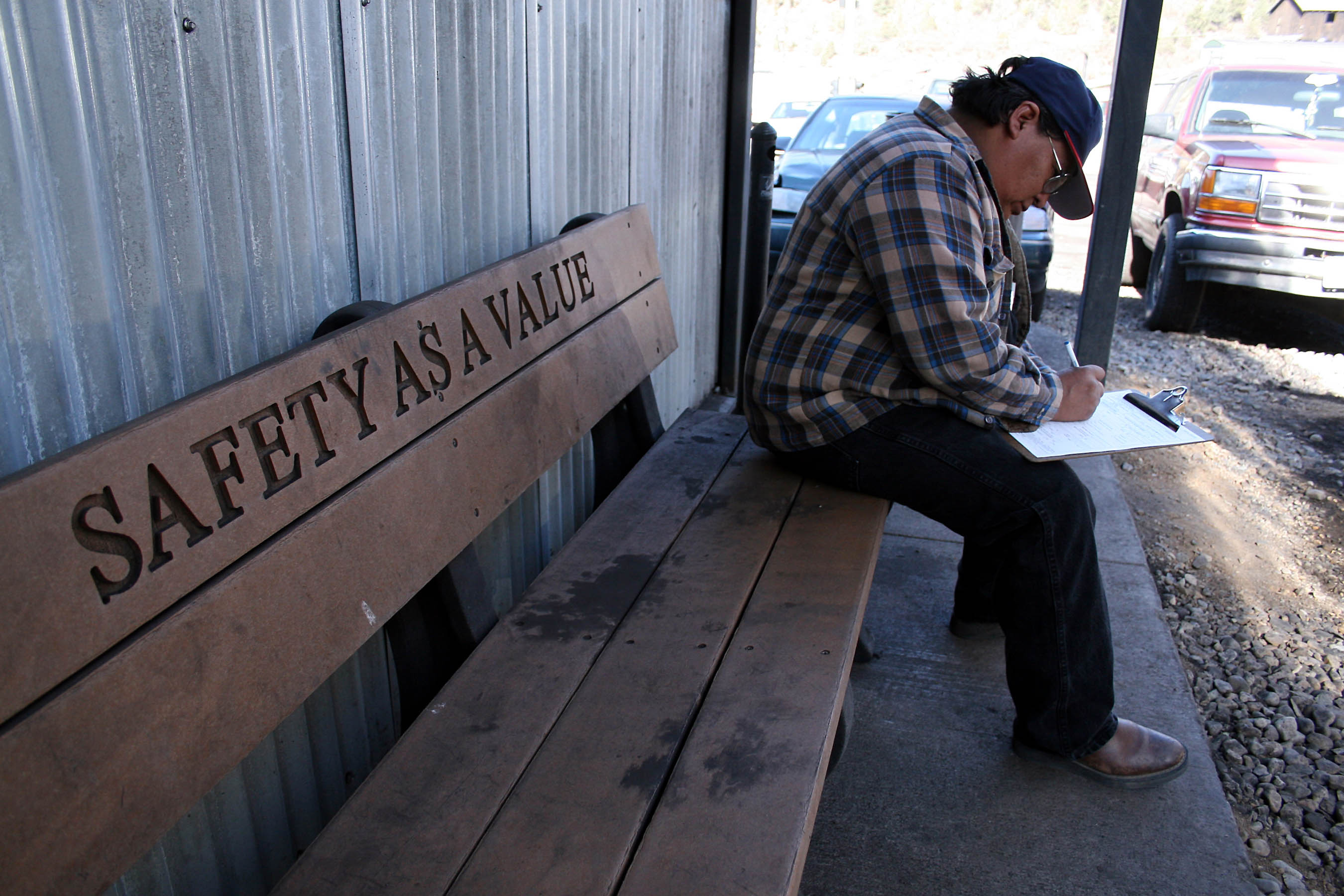
Un minatore di carbone completa un'indagine di screening per la pneumoconiosi del carbone.

Il termine screening è un anglicismo usato in medicina per indicare un protocollo di indagini diagnostiche applicate su vasta scala, utilizzato per identificare in una popolazione soggetti con una patologia o che sono a rischio di svilupparla.
A differenza degli esami clinici eseguiti a scopo diagnostico, le procedure dello screening prevedono che gli esami medici siano eseguiti a tappeto su individui che non hanno alcun sintomo né segno clinico di malattia. Questi test possono riguardare tutta la popolazione, o un solo sesso, o soggetti ad aumentato rischio di sviluppare una determinata malattia per motivi genetici (carcinoma della mammella), per esposizione professionale (personale ospedaliero esposto a radiazioni) o voluttuario (fumatori).  
Lo screening  fa parte delle manovre dirette ad ottenere una diagnosi precoce delle malattie, e mira ad individuare nella popolazione, il più precocemente possibile, i soggetti affetti da una patologia.
Esempi storici di applicazione di procedure di screening sono il test cutaneo noto come reazione di Mantoux, impiegato per rilevare l'esposizione alla tubercolosi; i test di screening prenatale con la misura della translucenza nucale per le malattie cromosomiche del feto; la misurazione della proteina alfa-fetoproteina nelle donne incinte per rilevare alcune anomalie fetali; gli screening oncologici per diagnosticare il cancro nelle sue fasi più precoci, per esempio impiegando il Pap test per scoprire il carcinoma della cervice uterina, oppure la mammografia per diagnosticare il tumore della mammella.
Negli Stati Uniti la maggior parte dei sistemi scolastici pubblici esegue delle indagini a tappeto periodiche per rilevare eventuali deficit dell'udito e della vista, problemi dentari e problemi osteologico-posturali come la scoliosi.

## Obiettivi
Lo scopo dello screening è quello di individuare, in fase precoce e in assenza di sintomi, le malattie presenti in una comunità, permettendo così di giungere ad interventi terapeutici tempestivi in modo da ridurre la mortalità e/o i disturbi legati alla malattia o gli effetti dannosi dei trattamenti somministrati in una fase di malattia avanzata.
Anche se lo screening può portare a diagnosi più precoci, non tutte le procedure e test di screening si sono rivelati un beneficio per la persona che viene investigata: l'eccesso di diagnosi rispetto al reale, le diagnosi errate, un modello di comunicazione con l'utente non ottimale, interventi terapeutici e assistenziali non efficaci, la mancata riservatezza delle informazioni sanitarie con ripercussioni negative sul lavoro, sui rapporti familiari, sulle coperture assicurative, l'utilizzo dei risultati come giustificazione di una discriminazione anche razziale e la creazione di una falsa sensazione di sicurezza sono potenzialmente degli effetti avversi dello screening. Per queste ragioni, un test impiegato in un programma di screening, specialmente per malattie dove l'incidenza è bassa, devono avere una buona specificità in aggiunta ad una sensibilità accettabile.
I test possono risultare positivi in pazienti che non hanno la malattia ("falsi positivi"), oppure possono mancare la diagnosi in persone che davvero hanno la malattia ("falsi negativi"); esistono inoltre altri fattori che possono indurre a pensare che tutto sommato un test di screening non sia di beneficio ad una particolare popolazione.
- Lo stress e l'ansietà causati da falsi positivi dei test di screening.
- Indagini non necessarie e trattamento dei risultati falsi positivi.
- Inutile tortura psicologica per la conoscenza prolungata dell'essere affetti da una malattia se questa è incurabile o in qualche modo intrattabile.
- Una falsa sensazione di sicurezza causata dai falsi negativi, anche in presenza di ben definiti sintomi soggettivi ben diagnosticabili, che potrebbe addirittura ritardare la diagnosi definitiva.
- Spreco di risorse mediche.
- Utilizzo di procedure non necessarie e moleste per la ricerca di una malattia che sembra poco probabile.

Prima di effettuare un programma di screening bisognerebbe quindi assicurarsi che questo sia in grado di produrre più benefici che danni. Gli studi migliori per decidere se un test di screening sarà in grado di accrescere la salute di una popolazione sono i rigorosi studi clinici controllati ripartiti con scelta casuale (in inglese randomized controlled trials).
Studiando un programma di screening con studi caso-controllo o, più frequentemente, con studi di coorte, ci sono vari fattori che sono in grado di influenzare il risultato del test, facendolo apparire meglio riuscito di quello che è in realtà. Un numero di diversi bias inerenti al metodo di studio sarà infatti in grado di influenzare il risultato.

### Difetti di spettro (bias) nelloscreening

La distorsione dei tempi di consegna porta a una sopravvivenza percepita più a lungo con lo screening, anche se il decorso della malattia non viene alterato.

Tramite lo screening, si intende individuare una malattia prima della comparsa dei sintomi.
Molto spesso in entrambi i casi, statisticamente, la persona vive un tempo approssimativamente simile o muore comunque in un lasso di tempo breve. Questo è vero per alcuni tumori a particolare metastatizzazione precoce (come il cancro del pancreas), refrattari alle terapie. Non viene guadagnato un grande tempo addizionale di vita (ed invece, si aggiunge un maggiore tempo di ansietà, dal momento che il paziente deve vivere con la conoscenza della malattia per più a lungo).
Nei registri statistici, apparentemente lo screening farà aumentare il tempo di sopravvivenza post-diagnosi (questo guadagno in inglese viene chiamato lead time). Se non si riflette approfonditamente riguardo al significato di tempo di sopravvivenza (la data di morte, forse rimane pressoché immutata, indipendentemente dalle terapie effettuate), si può attribuire un successo nel prolungare il tempo di vita ad un test di screening che non fa nulla se non il fornire elementi per una diagnosi anticipata.
L'unico modo per evitare completamente questi bias è quello di usare uno studio clinico randomizzato. Questo necessita di essere molto grande, condotto molto rigorosamente in termini di procedura di ricerca. Non è affatto semplice né veloce eseguire questo tipo di ricerche e spesso si tratta di procedure molto costose.

## Principi guida delloscreening

La distorsione temporale della durata porta a una migliore percezione della sopravvivenza con lo screening, anche se il decorso della malattia non viene alterato.

Esistono molte questioni inerenti all'analisi medica di una popolazione. Anche se un certo tipo di screening non risulta di beneficio, uno screening mirato e sistematico risulta molto positivo nell'incrementare la salute di una popolazione grazie al precoce rilevamento della malattia.
Alcuni gruppi internazionali hanno sviluppato principi per lo screening, che collegando un certo tipo di indagine clinica ad una determinata condizione patologica possono dimostrare teoricamente che un determinato programma di indagine soddisfa delle precondizioni prima della sua valutazione sul campo.

### Principi delloscreeningraccomandati dall'OMS
Le linee guida dell'Organizzazione mondiale della sanità riguardo allo screening sono state pubblicate nel 1968, ma sono applicabili ancora oggi.
1. La condizione patologica deve essere un problema importante di salute.
2. Deve esistere una terapia per la patologia ricercata.
3. Devono esistere strutture per la diagnosi e trattamento.
4. Deve esistere uno stadio latente della malattia.
5. Deve esistere un test o esame per accertare la patologia nella fase latente.
6. Il test deve essere bene accetto dalla popolazione.
7. La storia naturale della malattia dovrebbe essere adeguatamente compresa.
8. Deve esistere un accordo sui protocolli terapeutici di terapia e su chi sottoporre a trattamento.
9. Il costo totale della scoperta di un caso dovrebbe essere bilanciato economicamente in relazione alla spesa medica nel suo complesso.
10. Il processo di screening dovrebbe essere protratto nel tempo.

## Attrezzature utilizzate

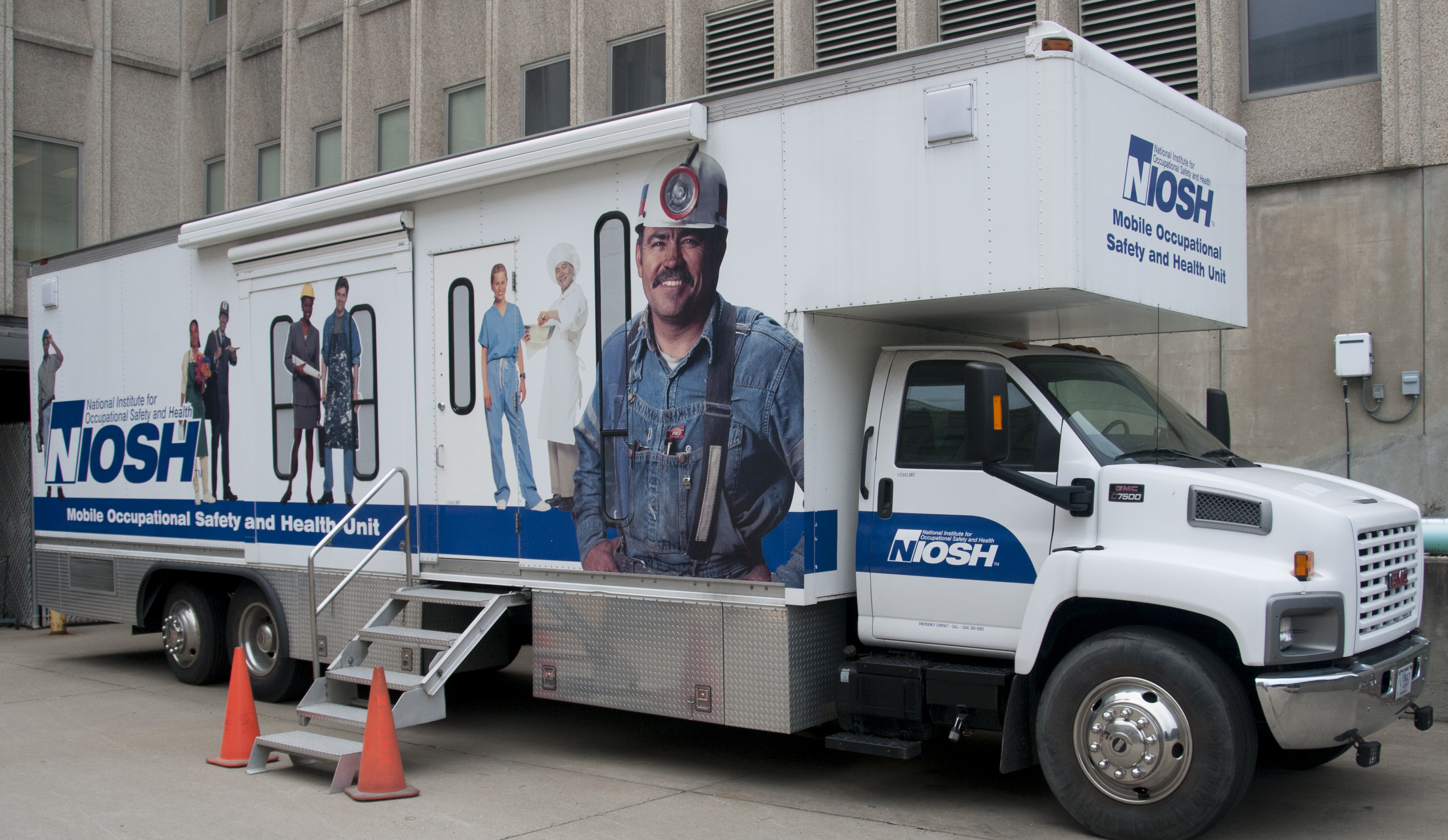
Una clinica mobile utilizzata per lo screening dei minatori di carbone a rischio di malattia del polmone nero

Le attrezzature mediche impiegate nei test di screening sono abitualmente diverse da quelle impiegate nei comuni test diagnostici; i test di screening vengono usati soltanto per indicare la possibilità o probabilità di avere una malattia, una condizione lievemente patologica oppure una predisposizione, mentre l'equipaggiamento medico standard viene usato per fare misure quantitative fisiologiche accurate che si impiegano per determinare in modo più preciso l'efficacia dei trattamenti oppure il progresso della malattia o condizione.
Le apparecchiature per lo screening di massa sono di solito di minor qualità (meno recenti) oppure calibrate a standard di sensibilità minori rispetto agli equipaggiamenti della diagnostica ospedaliera; oppure, infatti, hanno in partenza delle specifiche di sensibilità minori rispetto alle apparecchiature standard, questo per evitare di rilevare falsi positivi.
Sotto certi aspetti, alcune procedure mediche economiche (benché del tutto diverse alle alternative più costose) possono costituire dei test di screening che indirizzano in seguito ad indagini più onerose per il servizio sanitario (con liste di attesa più lunghe). Tra i vari esempi (vagamente paragonabili) possiamo citare l'elettroencefalografia (EGG) rispetto alla tomografia computerizzata (TC) e quest'ultimo rispetto alla RMN per quanto riguarda le malattie del sistema nervoso centrale.